# مقاطعة مارشال (داكوتا الجنوبية)
مارشال (بالإنجليزية: Marshall)‏ هي إحدى مقاطعات ولاية داكوتا الجنوبية في الولايات المتحدة الأمريكية.

## أعلام
- راي رينغ